# Marc Guillaume Alexis Vadier
Marc Guillaume Alexis Vadier (Pamiers, 17 luglio 1736 – Bruxelles, 14 dicembre 1828) è stato un politico e rivoluzionario francese; fu soprannominato "Il Grande Inquisitore", ai tempi della Rivoluzione francese, in quanto particolarmente  ricordato per la sua proposta d'incriminazione e di condanna a morte ai danni di Maximilien de Robespierre e dei seguaci di questi.

## Biografia

### Prima della rivoluzione
Figlio di un destinatario delle decime del clero, Vadier divenne, dopo aver studiato con i gesuiti, protettore del vescovo di Pamiers, tenente nel reggimento del Piemonte. Dopo la Battaglia di Roßbach, abbandonò l'arma militare e si concentrò sul funzionamento delle sue proprietà situate nella giurisdizione di Montaut. Venne accusato di corruzione e, in quanto tale, dinanzi al Parlamento di Tolosa, venne condannato nonostante fosse stato difeso da Darmaing, avvocato al quale Vadier portava rancore. Le sue terre che comprendevano il Castello Peyroutet, la terra di Nicol ed il dominio di Belper, gli vennero sequestrate, per un totale di 185 ettari. Nel 1785, Vadier avrebbe dovuto convertire alcuni dei suoi terreni rimastigli in Signorie. Nel 1770, acquisì un consigliere nella sua città natale.

### La rivoluzione
Deputato degli Stati Generali del 1789, servì l'Assemblea nazionale costituente. Eletto alla Convenzione nel 1792, propose che Foix, Pamiers e Saint-Girons divennero capitali alternativamente. Fece parte dell'ala dei Montagnardi e votò per la condanna a morte di Luigi XVI.

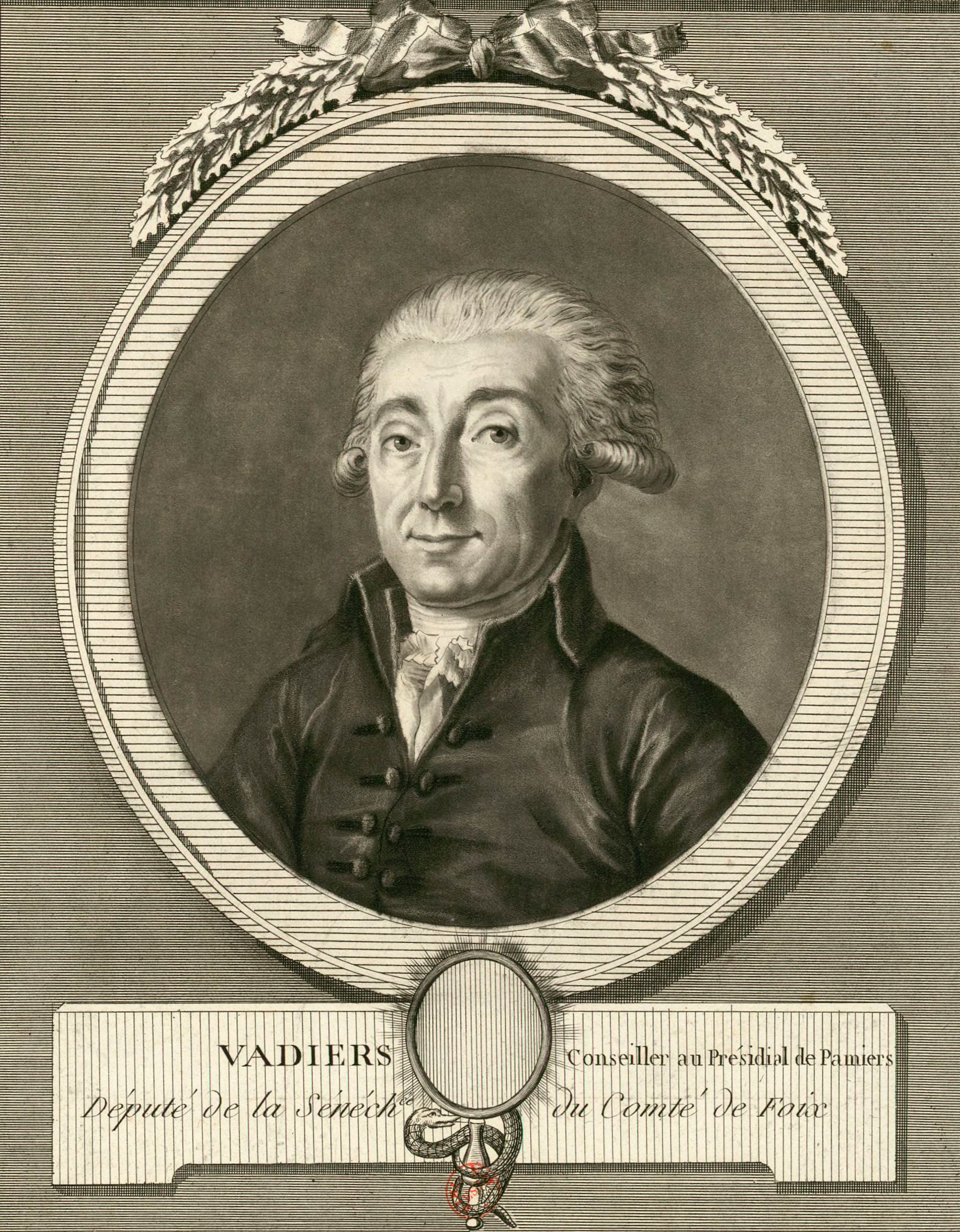
Ritratto di Vadier membro degli Stati Generali del 1789.

### Il terrore
A partire dal settembre 1793 divenne presidente del Comitato di sicurezza generale, rappresentando il corpo di polizia. Nel Gennaio 1794, denunciò l'appropriazione indebita di Fabre d'Églantine, François Chabot e vari loro complici, prima del processo su Georges Jacques Danton.
Nell'Aprile 1794, fu favorevole sulla repressione del presunto ammutinamento dei detenuti sulla base di false testimonianze; inoltre, sostenne il progetto di Bertrand Barère nel sopprimere tutti i prigionieri di guerra.
Il 14 giugno 1794, Elie Lacoste presentò la sua relazione sul Caso delle camicie rosse, condannando a morte cinquantaquattro persone. Barrere e Vadier denunciarono tale atto criminoso, soprattutto all'estero, dimostrando la "tirannia" di Robespierre; un mese dopo, partecipò alla caduta di Robespierre, parlando ampiamente male di lui ed emanando un decreto d'incriminazione su di lui.

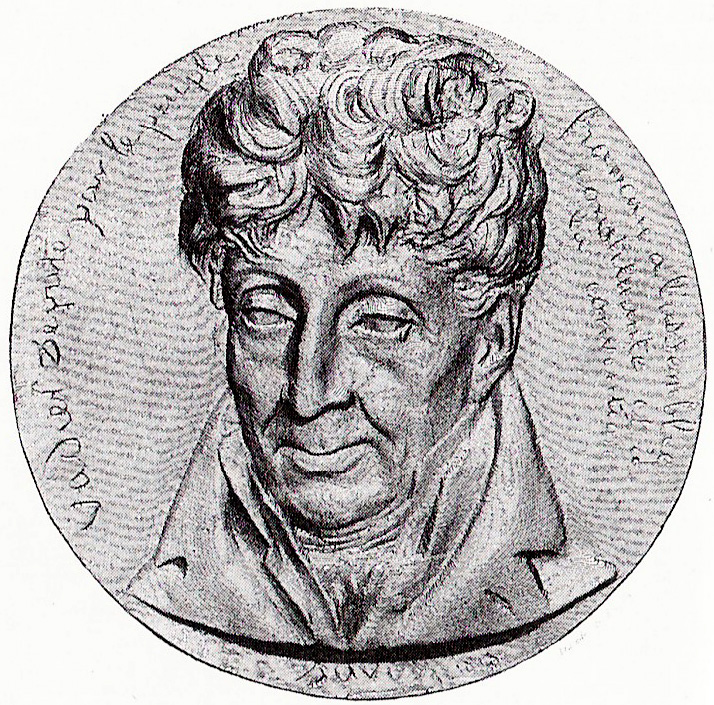
Vadier, medaglia di David d'Angers.

### Dopo la rivoluzione
Sotto il consiglio di amministrazione, sostiene la Congiura degli Eguali di Gracco Babeuf e venne condannato dal Tribunale di Vendôme. Rimase in carcere, presso l'Isola di Pelée vicino a Cherbourg fino al 1799.
Rilasciato, continuò ad essere riconosciuto come bandito, per questo si ritirò a vita privata scappando a Bruxelles, dove rimase fino alla morte avvenuta nel 1828. Riposa nel Cimitero di Ever, a Bruxelles.

### Curiosità
Marc Guillaume Alexis Vadier è stato interpretato dall'attore Michel Subor nella miniserie La rivoluzione francese del 1989.